# Limbodessus gemellus
Limbodessus gemellus är en skalbaggsart som först beskrevs av Clark 1862.  Limbodessus gemellus ingår i släktet Limbodessus och familjen dykare. Inga underarter finns listade i Catalogue of Life.